# 핵무기 설계

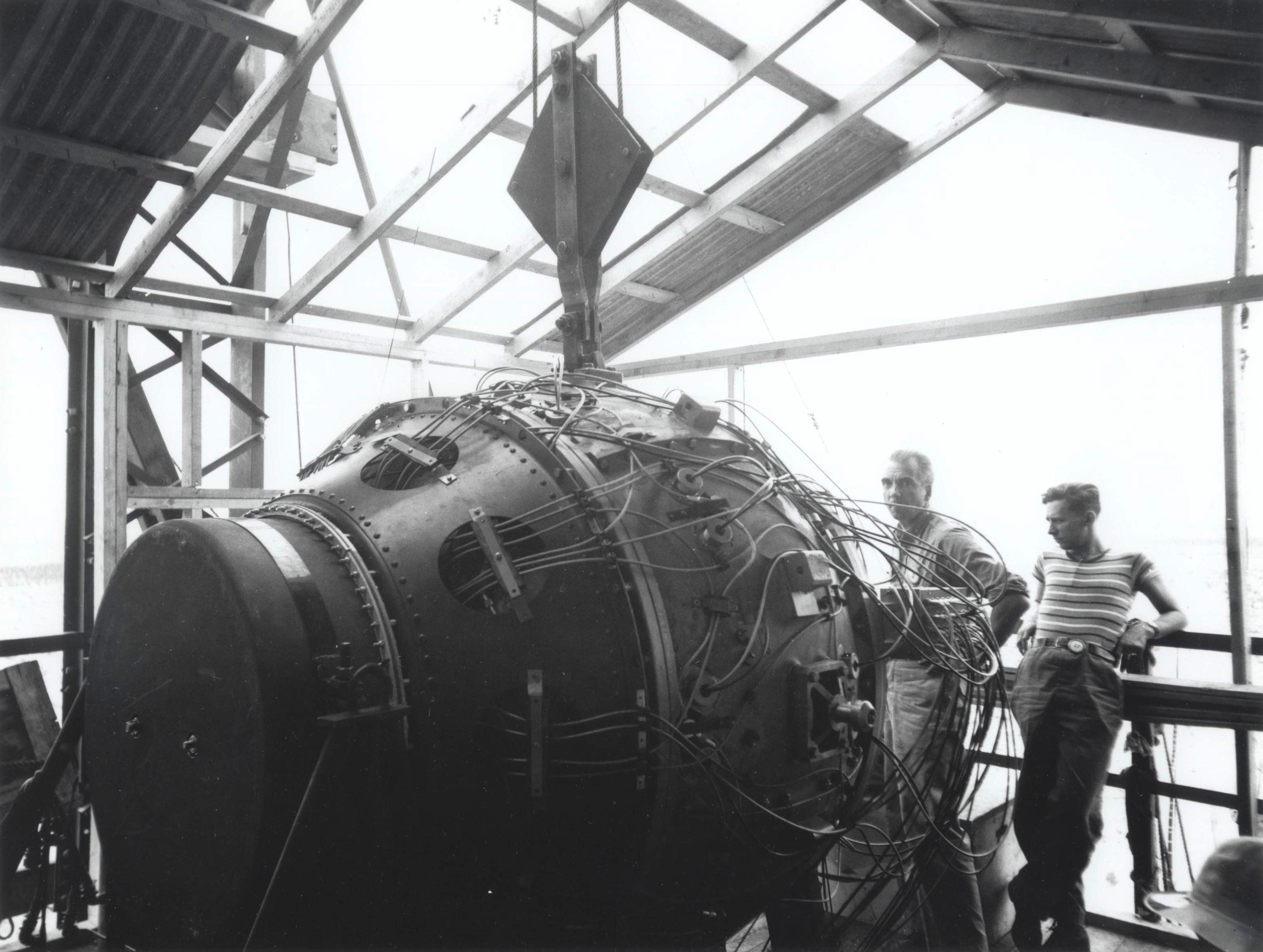
최초의 핵무기인 트리니티.

핵무기 설계(核武器設計, 영어: nuclear weapon design)란 핵무기가 폭발하도록 하는 물리, 화학, 공학의 집적 과정이다. 핵무기 설계는 일반적으로 무기의 에너지원에 따라 두 부류로 나눌 수 있다.
- 핵분열 폭탄은 주요한 에너지를 핵분열에서 얻는다. 핵분열은 우라늄이나 플루토늄과 같은 무거운 원자핵이 중성자에 맞아서 보다 가벼운 원소로 쪼개어지면서 중성자 및 에너지를 생성하는 과정이다. 새로이 생성된 중성자는 또 다른 원자핵의 분열을 야기하며, 이러한 연속적인 과정은 핵 연쇄 반응으로 불리며, 엄청난 양의 에너지를 방출한다. 이 폭탄은 예전부터 원자 폭탄으로 불리어 왔다.

- 핵융합 폭탄은 주요한 에너지를 핵융합에서 얻는다. 핵융합은 중수소나 리튬과 같은 가벼운 원자핵이 보다 무거운 원자핵으로 결합하면서 많은 양의 에너지를 방출하는 현상이다. 핵융합 폭탄은 사용되는 연료때문에 수소 폭탄으로도 불리며, 연쇄 반응이 일어나기 위해 필요한 높은 온도로 인해 열핵폭탄으로도 불린다.

이 두 형태의 무기의 구분은 실제로는 불명확하며, 이는 거의 모든 현대 무기에는 두 가지의 특성이 산재해 있기 때문이다. 즉 작은 핵분열 폭탄이 핵융합 이전에 필요한 높은 온도 및 압력을 얻기 위해 사용된다는 것이다. 또한, 핵융합 물질 역시 핵분열 장치의 내부에 존재할 수 있으며, 이러한 물질은 추가적인 중성자를 생성해 핵분열 반응의 효율성을 높여주기도 한다. 대부분의 핵융합 무기는 에너지 생성분의 상당량(종종 총 생산량의 거의 반에 가깝기도 한 양)을 핵융합 반응으로 시작된 마지막 단계의 핵분열을 통해 얻기도 한다. 핵분열 및 핵융합 무기의 공통된 특징은 원자핵의 변형을 통해 에너지를 방출한다는 것이며, 이러한 특징을 가장 잘 나타내는 용어는 바로 핵폭탄이다.
중성자 폭탄, 코발트 폭탄(en:Cobalt bomb), 염장폭탄(en:salted bomb)과 같은 특징적인 핵폭탄도 존재한다.

## 핵분열 무기
가장 단순한 핵무기는 순수한 핵분열 폭탄이다. 이 종류는 맨해튼 계획이 설계한 최초의 핵무기이며, 앞으로 등장할 발전된 형태의 핵무기의 기본 구성요소이다.

### 임계 질량
핵분열시의 핵 연쇄 반응은 핵분열성 물질의 크기, 모양, 순도, 및 주변의 물질에 좌우된다. 만약 핵분열성 물질의 질량이 연쇄 반응을 지속할 수 있을 정도가 되면, 이를 임계 질량이라고 한다. 질량이 임계 질량인지 아닌지를 나타내는 수치인 유효 중성자 곱인자 k는 다음과 같이 나타난다.
k = f − l
여기서 f는 매 핵분열 반응시 방출되는 중성자의 평균 개수이며, l은 전체 계를 떠나거나 혹은 핵분열 외의 물질에 사로잡혀 사라지는 중성자의 평균 개수이다. k가 1일 경우 임계(critical)라고 하며, 1보다 작으면 아임계(亞-, subcritical), 1보다 클 경우 초임계(超-, supercritical)이라고 한다. 핵분열 폭탄은 핵분열성 물질의 아임계 질량을 초임계 질량으로 급격하게 바꿈으로서 작동하게 되며, 이러한 변화는 급속도로 연쇄 반응을 촉진시켜, 엄청난 에너지를 방출한다.
실제로는, 질량은 약간의 초임계로는 만들어지지 않는다. 대신, 약간의 아임계(k=0.9)로부터 높은 초임계(k=2 나 3)로 갑작스럽게 변하며, 각 중성자는 새로운 중성자를 만들어내며, 연쇄 반응은 더욱 급격하게 진행되게 된다. 핵분열을 이용하여 효율적인 폭탄을 만들 때 중요한 것은 충분한 양의 에너지가 방출되도록 오랫동안 폭탄을 흩어지지 않도록 하는 것이다.
폭발 이전의 핵무기는 하나 혹은 두 개의 아임계 질량의 핵분열성 물질을 지니고 있다. 하나의 아임계 물질을 지니는 폭탄은 압축 과정을 통해 초임계 상태가 된다. 두 개의 아임계 물질을 지니는 폭탄도 한다. 두 개의 아임계 물질 중 하나는 질량이 적어서 아임계 상태이며, 다른 하나는 부적절한 모양이기 때문에 아임계 상태이다. 하지만 두 물질이 합쳐진다면, 예로 첫 번째 물질이 두 번째 물질의 구멍에 들어가서 완전한 형태의 초임계 상태가 된다면 폭발하게 되는 것이다. 간혹 낮은 출력의 핵무기의 경우 두 번째 물질 역시 질량이 부족해서 아임계 상태일 수도 있다.
효율적인 폭발을 위해, 핵분열성 물질은 매우 빠른 속도로 최적의 초임계 상태에 놓여야 한다. 즉 너무 일찍 연쇄 반응이 시작해서는 안된다는 것이다. 이럴 경우 물질은 연쇄 반응에 의해 가열되며, 팽창하게 되어 최적상태에서 멀어지게 되는 것이다. 그러므로, 매우 적은 물질만이 핵분열을 하게 되고, 효율성 역시 극도로 떨어진다.
연쇄 반응을 적절한 순간에 빠르게 시작하기 위해서 중성자 방아쇠가 사용된다.
핵분열 무기를 설계하고 제조하는 데 있어서 기술적인 문제의 대부분은 초임계 질량을 만드는 시간을 최소한으로 하는 것이며, 폭발전에 발생하는 중성자의 수를 최소한으로 유지하는 것이다.
핵분열 무기에 적절한 동위원소는 높은 확률로 핵분열을 일으키면서, 핵분열 과정에서 많은 수의 여분의 중성자를 생성하며, 또한 핵분열과 무관하게 중성자를 흡수하지 말아야 하고, 마지막으로 낮은 자발 핵분열 비율을 지니고 있어야 한다. 위의 조건을 만족하는 주요한 동위원소는 우라늄-235, [[플루토늄-239], 우라늄-233이다.

### 농축 물질
우라늄-235와 [[플루토늄-239]는 이제까지의 핵폭탄에서 사용된 핵분열성 물질이었다. 대부분의 경우에, 이런 농축 물질을 생산하고 조달하는 일이 핵무기 개발에 있어 가장 어려운 부분이다. 예를 들어, 맨해튼 계획에서 90% 가량의 예산이 농축 물질을 생산하는 설비를 마련하는 데 사용되었다. 현대의 피트(아래 참조)는 일반적으로 우라늄-235와 플루토늄-239이 혼합되어 구성된다.
최근 미국이 우라늄-233을 이용한 시험용 폭탄을 시험하였으며, 이 폭탄은 인도의 핵무기 계획에 포함될 가능성이 있다.
비록 어느 국가도 사용한 적은 없지만, 몇몇 다른 동위원소 역시 핵폭탄에 사용될 잠재적인 가능성이 있다. 1992년 미국 에너지부는 넵투늄-237이 핵폭탄에 사용될 수 있다는 사실을 비밀 해제하였다.

#### 우라늄-235
자연적으로 생겨나는 우라늄은 99.29%의 대부분을 동위원소인 U-238이 차지하고 있으며, 핵분열성 동위원소인 U-235는 단지 0.71%만을 차지하고 있다. U-238은 높은 확률로 핵분열 없이 중성자를 흡수하며, 또한 높은 자발 핵분열 비율을 가지고 있다. 이러한 특징은 U-238이 핵폭탄 내부에 너무 많을 경우 핵 연쇄 반응이 성공적으로 일어나지 않을 것임을 의미한다. 무기로 사용하기 위한 우라늄은 여러 동위원소 분리 방식을 이용하여 농축되며, 대개의 분리 방식은 U-235가 U-238보다 아주 약간 가볍다는 것을 이용한다. 이 과정은 핵무기 생산 계획에서 가장 어려운 부분이며, 모든 형태의 동위원소 농축 방식은 첨단 기술이 필요하다.
20% 이상의 U-235가 포함된 우라늄은 매우 농축된 우라늄이라고 하며, 무기로 사용할 만한 우라늄은 적어도 93.5%의 U-235를 지녀야 한다. U-235의 자발 핵분열 비율은 1 kg당 매 초 0.16 핵분열이며, 이러한 낮은 핵분열 비율로 인해 초임계를 달성하기 위한 두 핵분열성 물질의 결합 과정은 상대적으로 쉽다. 중성자 반사재가 없는 U-235 구의 임계 질량은 약 50 kg으로, 직경 약 17 cm의 구이다. 만약 구를 둘러싼 중성자 반사재가 있다면, 임계 질량은 15 kg 정도로도 낮아질 수 있다.
하지만, 내폭형 기폭장치를 이용하여 압축된다면, 임계 질량은 더욱 낮아질 수 있으며 위의 값은 무기를 제작하기 위한 필요량을 나타내지는 않는다.

#### 플루토늄-239

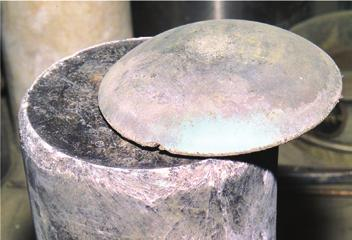
증식로에서 만들어진 플루토늄

플루토늄은 원자 번호가 94로 우라늄보다 2가 높다. 자연적으로는 플루토늄은 우라늄 광석에 아주 적은 양이 존재할 뿐이다. 군사용 혹은 연구용으로 필요한 플루토늄은 정제된 U-238을 증식로와 같은 강한 중성자원에 노출함으로써 얻을 수 있다. U-238이 중성자를 흡수하면 U-239이 만들어지며, 이후 두 번의 베타 붕괴를 거쳐 플루토늄-239(Pu-239)가 된다. Pu-239는 U-235에 비해 보다 높은 핵분열 확률을 지니며, 또한 매 핵분열시 보다 많은 수의 중성자를 생성한다. 이러한 이유로 플루토늄은 우라늄에 비해 임계 질량이 보다 낮다. 순수한 Pu-239는 자발 핵분열로 인한 중성자 방출 비율이 상당히 낮으며(1 kg당 매 초 10 핵분열), 이 역시 폭발전의 초임계 결합을 더 쉽게 한다.
하지만 실제적으로, 증식로에서 생성된 플루토늄은 일정 량의 Pu-240을 지니고 있다. 이는 Pu-239가 생성 도중 추가의 중성자를 흡수하는 경향이 있기 때문이다. Pu-240은 높은 자발 핵분열 비율(1 kg당 매 초 415,000 핵분열)을 가지며 핵무기에 매우 부적절한 불순물이다. 이 제약으로 말미암아 플루토늄으로 만들어지는 핵무기는 포신형이기보다는 내폭형이 되어야 한다(구체적인 형태의 설명은 이후를 참조하라). 무기로 쓰기 위한 수준의 플루토늄은 Pu-240을 7% 이내로 가져야 한다. Pu-240이 낮은 비율로 포함된 플루토늄을 얻기 위해서는 U-238을 최소한의 시간 동안 중성자원에 노출하여 Pu-239가 중성자를 포획할 확률을 낮춘다. 중성자 반사재가 없을 경우 플루토늄 구의 임계 질량은 16 kg이지만, 반사재가 있을 경우의 임계 질량은 10 kg이며, 대략 10 cm 지름의 구이다.
내폭형 핵폭탄에서 압축될 때, 임계 질량은 보다 감소하며 위의 값은 정확한 양을 의미하지는 않는다.
대략 핵 연쇄 반응은 80 세대가 발생하며, 매 세대는 중성자가 10,000 km/s의 속도로 10 cm를 나아갈 정도의 시간이 필요하다. 다시 말해, 각 세대는 0.01 µs이며, 전체 연쇄 반응의 시간은 이 시간의 80 배이다. 그러므로 초임계 질량은 대략 1 µs 동안 뭉친채로 유지되어야 한다.

#### 우라늄-233
우라늄-233(U-233)은 인공적으로 만들어진 동위원소이다. 핵반응로에서 토륨-232로부터 만들어진다. U-233의 분열 특성은 U-235와 Pu-239의 중간 정도이다.

### 효율성
핵분열 무기의 효율성이란 핵분열성 물질 중 실제로 핵분열하는 물질의 비율이다. 최대 값은 25% 정도이다. 팻 맨의 경우는 14%정도였으며, 리틀 보이는 겨우 1.4% 정도였다. 핵융합 부스팅은 핵분열 효율을 40%까지 높일 수 있다.

## 결합 방식
임계 질량 이상을 달성하는 방법에는 두 가지가 있다. 개략적으로 말해, 하나의 방법은 두 개의 임계 질량 이하의 물질을 하나로 결합하는 것이며, 또 다른 방법은 임계 질량 이하의 물질을 임계 질량에 이르도록 압축하는 것이다.

### 포신형

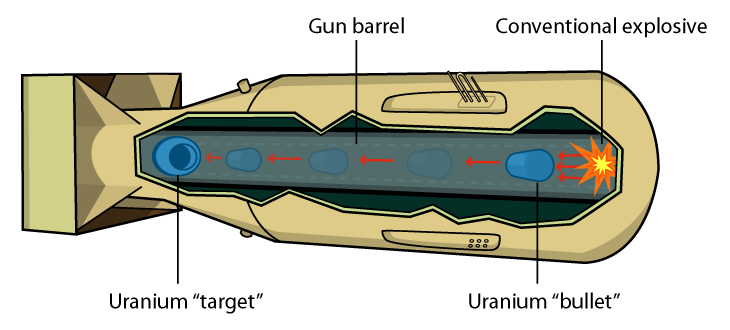
포신형 초임계 결합

초임계 질량을 달성하는 가장 쉬운 방법은 핵분열성 물질을 두 부분으로 구성하여, 하나를 다른 하나에 대고 총처럼 쏘는 것이다. 이러한 방식을 포신형(砲身型, gun type)이라고 하며, 히로시마에 떨어진 리틀 보이가 포신형이었다.
두 물질을 합치는 데 상대적으로 긴 시간이 걸리기 때문에, 이러한 결합 방식은 단지 우라늄-235에만 사용될 수 있다. [[플루토늄-239]로 이루어진 폭탄의 경우, 필연적인 불순물인 플루토늄-240의 높은 자발 핵분열 비율로 인해 핵폭발 이전에 핵분열이 일어날 가능성이 높다.
핵 연쇄 반응이 적당한 시간에 빨리 시작하기 위해서는 중성자 방아쇠가 사용되며, 이에 관해서는 아래 항목을 참조하기 바란다.
리틀 보이는 80%의 순도의 U-235 60 kg(즉 48 kg의 U-235)을 지니고 있었지만, 최소 임계 질량은 약 20-25 kg이며, 이는 내폭형 핵폭탄의 임계 질량인 15 kg에 비해서 많은 양이다.
기술이 발전한 국가에서는 포신형 핵폭탄을 더 이상 사용하지 않는다. 하지만 세계적으로 핵 개발을 원하는 국가나 테러리스트 등에 있어서는 복잡한 공학 기술이나 제조 기술을 요구하지 않는 상대적으로 간단한 포신형이 매우 중요하다. 충분히 농축된 우라늄만 있다면, 상대적으로 기술 수준이 낮은 국가나 단체도 비록 비효율적이지만 여전히 강한 포신형 핵폭탄을 제조할 수 있다. 리틀 보이를 제작한 과학자들은 성공 가능성을 너무 신뢰한 나머지 전쟁에서 사용하기 전에 핵실험을 거치지도 않았다.

### 내폭형

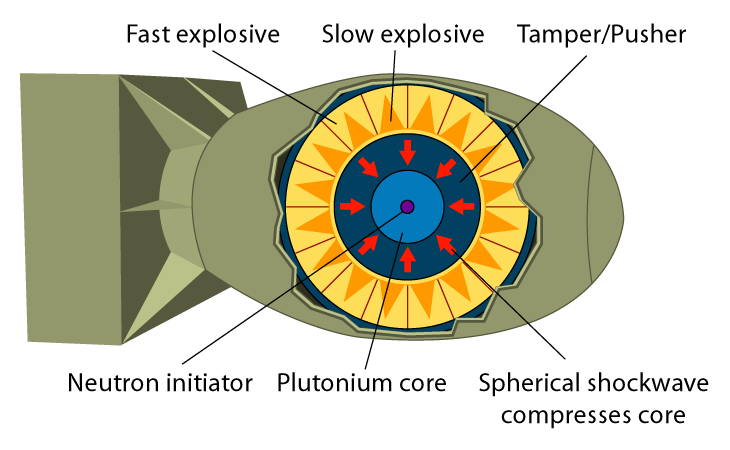
내폭형 핵무기의 개요

포신형보다 어렵지만, 많은 면에서 우수한 결합 방식이 바로 내폭형(內爆型, implosion type)이다. 내폭형이란 아임계 질량을 지닌 핵분열성 물질 주변을 통상 폭탄으로 둘러 싸고는 안쪽을 향해 폭발시킴으로써 핵분열성 물질을 매우 빠르게 압축시켜서 초임계 상태로 만드는 형태이다. 이러한 압축은 부피를 2내지 3분의 1로 압축시킨다.
[[플루토늄-239]를 결합하는 경우, 1% 정도밖에 안되는 플루토늄-240이라는 불순물이 자발 핵분열로부터 너무 많은 중성자를 생성하므로, 포신형 핵폭탄의 경우는 완전히 조립되기 이전에 핵분열을 시작해버릴 가능성이 있다. 이러한 까닭으로 포신형 핵폭탄은 매우 낮을 효율성을 지닌다. 즉, 플루토늄 폭탄에 대해서는 기술적으로 보다 어려운 내폭형을 사용해야 하며, 나가사키에 떨어졌던 팻 맨이 바로 이러한 방식이다.
자발 핵분열이라는 문제점을 제외하고 생각하더라도 내폭형 핵무기는 일반적으로 포신형 핵무기보다 높은 효율성을 지닌다. 내폭형이 보다 효율적인 이유는 두 개의 질량을 합치는 것이 아니라, 일정 질량의 밀도를 높이는 것이며, 밀도의 증가는 핵 연쇄 반응의 중성자 곱인자 k를 증가시키는 것과 동일하기 때문이다. 현대의 대부분의 핵무기는 핵폭탄 탄두의 통상 폭탄 가운데에 밀도가 낮은 플루토늄 중심부, 즉 다른 말로 피트(pit)를 지니며, 이는 폭발시 압축된다.
피트의 밀도가 두 배 증가하면, 10-20 킬로톤의 폭발이 일어나게된다. 3배 압축시는 40-45 킬로톤의 폭발을, 4배 압축시는 60-80 킬로톤의 폭발을 발생시킨다. 5배 압축은 일으키기는 어렵지만, 80-100 킬로톤을 발생시킬 수 있다. 5배 압축은 매우 강력하고, 대규모이면서도 효율적인, 렌즈 폭발 시스템이 필요하다.
피트가 정확하게 압축이 되려면 피트 및 폭발 렌즈가 정밀하게 설계되고 제작되어야 한다. 이 과정에서 사용되는 밀링 머신은 매우 정밀해서, 안경 렌즈의 매끄러운 표면도 제작할 수 있을 정도이다. 최근에는 완전 구 형태가 아닌 피트 형태, 예를 들어 수박 같은 갸름한 형태 역시 제안된 상태이다.
열핵폭탄의 중요 부분은 표준 형태의 내폭형 핵분열 폭탄이다. 비록 보다 높은 효율을 달성하기 위해 중심부에는 약간의 핵융합 연료를 넣지만 말이다. 자세한 내용은 아래 혹은 텔러-울람 설계를 참조하길 바란다.

#### 피트
플루토늄을 주조해서 가공하는 것은 매우 어려운데, 이는 독성 때문만이 아니라 플루토늄이 매우 다양한 금속상(metallic phase)을 지니고 있기 때문이다. 플루토늄은 식어감에 따라 상이 자주 변하며 이는 형태를 비뚤어지게 한다. 이러한 상 변화는 일반적으로 3-3.5 molar%(질량대비 0.9-1.0%)의 갈륨을 혼합함으로써 해결되는데, 갈륨이 포함되면 넓은 온도 범위 동안 델타 상태를 유지하게 된다. 즉 플루토늄이 녹아있는 상태로부터 식어가는 동안 엡실론 상태에서 델타 상태로 단 한번의 상 변화만 거치게 되며, 이는 갈륨이 없을 경우의 4번의 상변화에 비해 매우 적은 상 변화 특성이다. 다른 3가 금속(trivalent metal) 역시 사용가능하지만, 갈륨은 낮은 중성자 흡수 단면적을 지니며, 플루토늄이 부식되는 것을 막아준다. 단점으로는 갈륨 화합물 역시 부식성을 지니며, 만약 플루토늄이 폐기된 핵 무기로부터 추출되어 핵 발전기에 쓰이기 위해 플루토늄 산화물 형태로 변경될 때, 갈륨을 없애는 것이 어렵다는 것이다. 현대의 피트는 종종 플루토늄과 우라늄-235의 혼합물로 이루어진다.
만약 플루토늄이 어떠한 방식으로든 체내에 들어가게 되면, 높은 화학 반응성과 독성으로 말미암아 위험하기 때문에, 피트는 보통 얇은 비활성 금속으로 감싸둔다. 예전에는 니켈이 사용되었지만, 현재는 금을 주로 사용한다.

#### 폭발 렌즈
탬퍼(tamper, 핵분열성 물질을 감싸면서 폭발시 보다 효율적으로 압축되로록 해 주는 매질) 주변을 폭발물로 채워 놓고는 단순히 여러 곳에서 동시에 폭발시켜서 탬퍼 및 피트를 이래저래 찌그러뜨리기만 한다고 해서 효과적인 핵폭탄이 만들어지는 것은 아니다. 대신, 충격파를 정밀하게 계산해서, 충격파가 발산하지 않고 피트의 중심을 향해서 완전한 구를 이루면서 수렴하도록 해야한다. 이러한 형태의 충격파는 이른바 폭발 렌즈에 의해 만들어지는데, 폭발 렌즈는 서로 다른 속도를 지니는 폭발물로 구성되어 폭발면이 완전한 구 형태를 이루면서 수렴하도록 해 주는 성형작약의 일종이다.
폭발 렌즈는 폭발면의 속도를 정확하게 제어하기 위해, 정밀하게 설계되어야 하며, 화학적으로 순수하고 균일해야만한다. 이러한 렌즈를 주조하고 시험하는 것은 1940년대 내폭형 핵폭탄을 개발하는 데 있어서 기술적 난제였다. 또한 전자 exploding-bridgewire detonator(EBW)의 개발이 필요했는데, EBW는 동시에 폭발하는 장치로, 각 렌즈의 중심에서 동시에(100 나노초 이내) 폭발이 시작되도록 하는 장치이다. 
나가사키에 떨어진 팻 맨은 32개의 렌즈를 사용해서 정20면체 형태를 이루었으며, 이후의 보다 효율적인 폭탄은 40, 60, 72, 92개의 렌즈를 사용한다.
slapper detonator는 EBW와 비슷하지만, 보다 효율적인 장비로, 이후 EBW를 대체하였으며, 요즘에는 핵폭탄을 비롯하여 통상 폭탄에도 사용되고 있다.
성형작약 항목도 참조하기 바란다.

#### Pusher
핵분열 폭탄에서 피트를 감싸는 폭탄이 폭발하면서 생기는 충격파는 너무나도 짧은 시간 지속되므로, 피트의 일부만이 압축되게 된다. 때로는 알루미늄, 베릴륨, 혹은 두 금속의 합금과 같은 낮은 밀도의 금속으로 이루어진 pusher 층이 폭발 렌즈와 탬퍼 사이에 놓이기도 한다(알루미늄이 비록 안전하고 가공하기도 쉽지만, 베릴륨은 효율적인 중성자 반사재인 면이 있다). 이는 충격파를 뒤로 밀쳐냄으로써 충격파의 지속시간을 좀 더 길게 해주는 역할을 수행한다. pusher로는 낮은 밀도의 물질이 적당하며, 탬퍼로는 높은 밀도의 물질이 적당하지만, 탬퍼 및 반사재는 그 스스로 pusher의 역할도 함께 수행하도록 설계될 수도 있다. 에너지 전달 효율을 극대화하기 위해서는, 두 층의 밀도 차이가 최소로 유지되어야 한다.
1950년대 이후의 대부분의 미국의 핵무기는 이른바 피트 "부양"이라는 기법을 도입하였는데, 이는 pusher와 피트 사이에 공기 층을 두는 것이다(그래서 피트가 떠 있다는 의미에서 부양이라고 한다). 공기 층의 효과는 pusher가 피트에 닿기 전에 충분한 관성을 얻도록 하는 것이며, 이는 보다 효율적이고 완전하게 피트가 압축되도록 한다. 이를 비유하면, 망치로 못을 치는 경우와 같이 생각할 수 있다. 즉 망치로 못을 박을 때, 박기 전에 거리를 두고 가속하는 것을 통해 망치의 힘을 증가시키는 것과 동일한 이치이다.
많은 현대 핵무기는 Pu-239나 U-235로 이루어진 피트를 사용하며, 이를 베릴륨, 텅스텐 탄화물, 혹은 U-238로 이루어진 탬퍼로 둘러싼다. 탬퍼층은 다시금 알루미늄, 강철, 혹은 다른 금속으로 이루어진 pusher 내부에 공기층을 사이에 두고 놓이게 된다. 거기에 추가로, 중수소, 삼중수소 기체가 무장 단계에서 내부의 빈 공간에 삽입되는데, 이는 "핵융합 부스팅"이라는 중성자 생성을 위한 약간의 핵융합 효과를 얻이 위해서이다(아래의 핵융합 부스팅을 참고하기 바란다).

#### 탬퍼 반사재
탬퍼는 핵분열성 물질을 감싸는 선택적인 층으로 일반적으로 천연 우라늄, 열화 우라늄, 혹은 텅스텐과 같은 밀도 높은 물질로 구성된다. 탬퍼는 임계 질량을 줄여주며, 또한 자체의 관성 효과를 통해 핵분열 중인 물질의 분열을 늦추면서 핵무기의 효율성을 높여준다.
탬퍼는 폭발시의 엄청난 폭발 압력에 대해서 핵연료를 매우 짧은 시간 분열되지 않도록 지속해주며, 이러한 까닭으로 효율성을 증가시켜준다. 다시 말해, 실제로 핵분열하는 핵분열성 물질의 비율을 늘려준다는 것이다. 고밀도 탬퍼 재질이 장력이 강한 재질보다 효율적이다. 무기를 설계하는 데 있어서 그나마 다행인 것은 높은 밀도의 이른바 탬퍼에 적당한 물질은 또한 효율적인 중성자 반사재라는 것이다.
탬퍼가 중성자를 반사하고 핵분열성 물질의 분해를 막는 두가지 측면 모두에서 핵무기의 효율성을 증가시켜주기는 하지만, 효율성에 대한 효과는 임계 질량에 대한 효과만큼 크지는 않다. 이는 중성자 반사라는 과정은 시간이 걸리는 과정이기 때문이며, 핵 연쇄 반응이 멈추기 전까지 그렇게까지 많이 일어나는 현상은 아니기 때문이다.

#### 중성자 반사재
중성자 반사재 층은 선택사항으로서, 대개 핵분열성 물질에 가장 가까운 층이다. 탬퍼와 같은 물질일 수도, 아닐 수도 있다. 비록 많은 탬퍼 재료가 적절한 반사재이기도 하지만, 가장 좋은 반사재인 베릴륨은 매우 나쁜 탬퍼 재질이다.
가장 효율적인 반사재는 베릴륨으로 알려져 있으며, 베릴륨 산화물 및 텅스텐 탄화물 역시 거의 비슷하게 효과적이며, 그 다음으로는 우라늄, 텅스텐, 구리, 물, 흑연, 철의 순서로 효과적이다.
탬퍼, 반사재 등을 고르는 것은 설계시 타협의 대상이다. 탬퍼, 반사재, pusher, 핵분열성 물질 등을 모두 합친 피트는 폭발 시에 안쪽으로 가속되어야 한다. 피트가 커질수록, 동일한 속도 및 압력을 얻기 위한 폭발물의 양은 많아야 한다. 초기 내폭형 핵무기는 무거운 pusher 와 탬퍼를 지녔는데, 그 당시 사용한 탬퍼는 천연 우라늄과 같이 적당하게 효과적인 반사재이기도 했다. 부양 형태나 혹은 밀도 낮은 피트는 폭발시의 에너지 효율을 증가시킨다. 만약 베릴륨으로 이루어진 매우 효율적이고 가벼운 반사재를 사용한다면 폭발시의 질량 효율성을 훨씬 더 높일 수 있다. 그러한 피트는 약간만 압축될 뿐이며, 핵분열 반응이 일정 수준에 도달하면 매우 급격하게 해체되게 된다.
핵융합 부스팅이 도입되기 이전에는, 효율적인 핵무기는 높은 질량을 지닌 탬퍼를 사용해야 하는지 아닌지에 관한 논쟁이 있었다. 하지만 핵분열율을 급격히 증가시켜주는 핵융합 부스팅이 도입된 현재에는, 탬퍼 매질이 없다고 해서 전혀 단점이 되지는 않는다. 탬퍼가 없어도 된다는 것은 핵무기의 소형화에 크게 기여하였다.

#### 중성자 방아쇠/기폭 장치
핵무기가 정상적으로 동작하도록 하는 중요한 요소중의 하나는 바로 핵 연쇄 반응이 적절한 시기에 시작하도록 하는 것이다. 핵폭탄이 엄청난 양의 핵출력을 얻기 위해서는 충분한 양의 중성자가 적절한 시간에 초임계 중심에 존재하여야 한다. 만약 연쇄 반응이 너무 일찍 시작한다면, 폭발하기는 하겠지만 설계 목표에 훨씬 못미치는 이른바 불발에 가까운 핵출력이 일어날 것이다. 만약 너무 늦게 발생한다면, 폭발하지 않을지도 모른다. 이러한 까닭으로 중성자를 시간을 맞추어 발생시키는 여러 방법이 개발되어 왔다.
초기 중성자 방아쇠는 폴로늄-210(Po-210)이라는 방사성 동위원소로 이루어져 있었는데, Po-210은 강력한 알파선 방출원이며, 베릴륨은 여기서 나온 알파선을 흡수하여 중성자를 방출한다. Po-210은 140일 가량의 반감기를 지니고 있으므로 Po-210으로 이루어진 중성자 방아쇠는 자주 교체되어야 한다. Po-210은 핵반응로에서 만들어진다.
적절한 시간에 중성자로 이루어진 기폭 신호를 발생시키기 위해서는 폴로늄 및 베릴륨 두 물질이 서로 떨어져 있다가 폭발 순간에 빠르고도 완전하게 합쳐져야만 한다. 이러한 방식은 상대적으로 느린 포신형 핵무기에는 적당하지만, 내폭형 핵무기에 쓰이기에는 충분하게 정밀하지는 못하다. 팻 맨에서는 이러한 결합 방식 대신 세밀하게 만들어진 "urchin"이라는 이름의 기폭 장치를 사용했는데, 이는 베릴륨과 폴로늄이 얇은 금박으로 구분지어진 채 교대로 동심원을 이루는 구조였다.
다른 중성자 공급 방식은 펄스 중성자 방출기로, 이는 금속 수소화물(수소 화합물)로 된 목표물을 지닌 작은 이온 가속기이다. 이온원이 중수소나 삼중수소의 플라스마를 만들어내기 시작하면, 높은 전압이 관에 걸리게 되며, 전압이 걸린 관은 이온을 가속하여 스칸듐과 같은 삼중수소가 풍부한 금속 목표물에 부딪히게 한다. 이온은 가속되며, 높은 확률로 핵융합이 발생한다. 중수소-삼중수소의 핵융합은 짧은 펄스를 이루는 14 MeV 중성자를 방출하는데, 이는 핵 연쇄 반응을 유도하기에 충분하다. 펄스는 정밀하게 제어가능하며, 내폭형 핵폭탄에 보다 적절한 방법이다.
포신형 핵폭탄이 만약 "target capture"라는 방식(쉽게 말해, 두 아임계 질량이 일단 합쳐진 다음에는 폭발하기 전까지 분해되지 않도록 하는 방식)을 사용한다면, 중성자 방아쇠는 핵무기의 효율성을 높이는 데 있어서 그다지 필수적인 사항이 아니다. 예를 들어 리틀 보이의 설계 막판이 되어서야 중성자 방아쇠가 추가되었을 뿐이다. 포신형 핵폭탄에서의 중성자 방아쇠는 단지 폭발 순간을 밀리초 단위로 정확하게 제어할 수 있도록 보장해주는 의미이다.

### 두 결합 방식의 비교
포신형 핵무기는 내폭형 핵무기가 완전하게 개발된 이후 미국에서 완전히 사라졌으며 더 이상 제작되지 않는다. 심지어 영국과 같은 핵 보유국은 포신형 핵무기를 제작한 적도 없다. 매우 농축된 우라늄-235가 필요하다는 것 이외에도, 포신형은 다른 어려운 제약 사항이 뒤따른다. 핵무기의 질량을 감소시키고 핵분열하는 물질의 비율을 높여주는 여러 다른 기법을 사용하기 위해서는 내폭형이 보다 적절하다.
포신형 핵무기는 여러 안전 문제가 존재한다. 예를 들어, 상대적으로 단순한 사고로 임계 질량을 달성 할 수 있는 질량 및 형태의 핵분열성 물질을 지닌 무기를 가지고 있는다는 것은 그 자체만으로도 위험하다. 게다가 핵무기가 비행기에서 바다로 떨어진다면, 바닷물이 경수의 역할을 해서 중성자 감속제로서의 작용을 하게 되며, 설령 핵무기가 물리적인 피해를 입지 않는다고 하더라도 심각한 사고가 발생할 수 있다. 이러한 두 위험성은 내폭형 핵무기에서는 일어나기 힘든데, 기본적으로 정확한 렌즈 폭발이 없이는 임계 질량에 결코 미치지 못하는 양의 핵분열성 물질이 있기 때문이다.
내폭형 핵무기의 경우 일반적으로 핵무기 중심에서 피트를 아예 물리적으로 제거한 채로 보존되며, 장전 과정에서 피트를 조립하게 된다. 그러므로 심지어 점화 기기에 오류가 발생해서 실제 폭발과 동일한 정확한 수순으로 폭발 렌즈가 동시에 작동한다고 하더라도 핵폭발은 발생할 수 없다.
안전을 기하는 다른 방식으로, 피트는 일반적으로 조밀하지 못하고 거의 비어있는 공간이므로, 그러한 공간에 금속 사슬과 같은 비활성 금속을 채워두는 방법이 있다. 사슬이 피트 중심에 있기 때문에, 피트는 핵분열을 할 수 있는 형태로 압축되지 못한다. 핵무기가 무장될때, 사슬이 제거된다.
심각한 화재는 핵탄두 내부의 통상 폭탄을 폭발시킬 수 있고, 이는 많은 핵 사고 목록에서 보듯이 피트를 파괴하고 플루토늄을 흩트려 주변을 오염시킬 수 있다. 하지만 이러한 경우에도, 핵폭발은 일어날 수 없다.
남아프리카 공화국의 핵 개발 계획은 내폭형 장치를 배제하고 포신형 기법을 채용한 거의 유일한 계획이었으며, 계획을 중단하기까지 5개 가량의 포신형 핵무기를 제작하였다.

### 핵분열 폭탄의 실질적인 제약
가장 강력한 순수 핵분열 폭탄은 Ivy King이었는데, 500 킬로톤의 핵출력을 보였으며, 이는 순수 핵분열 폭탄의 출력 상한선에 거의 근접한 수치이다. 많은 양의 핵분열성 물질을 아임계 상태로 폭발을 기다리며 유지하고 있는 것은 기술적으로 어려우며, 또한 핵폭발 전의 폭발을 막으면서 아임계 질량을 순식간에 초임계로 만드는 것 역시 매우 어려운 문제이다. 핵폭발 전의 폭발은 대부분의 연료를 사용되지 않은 채로 즉 핵분열을 일으키지 않은 상태로 날려버린다. 가장 효율적인 순수 핵분열 폭탄은 쪼개어지기 전에 ~25%의 핵분열성 물질을 소모할 수 있으며, 많은 경우는 훨씬 덜 효율적이다. 예로, 팻 맨은 14%의 효율성을 보였으며, 리틀 보이는 1.4%정도에 그쳤다. 큰 핵출력을 지니는 순수 핵분열 폭탄은 고농축 연료를 많이 사용하는 이유로 발생하는 무게, 크기, 가격으로 인해 그다지 효율적이지 못하다.
일부 핵분열 폭탄 설계에 있어 또 다른 제약은 전자 기기를 오동작을 방지하기 위해 일정 온도 내에 보관해야 한다는 사실이다. 일부 무기는 안정된 온도를 유지하기 위해 내부에 난방 장치를 설치하기도 하였다(이러한 방식은 미국 항공우주국의 탐사선 등에서 여전히 사용된다). 영국의 경우는 난방 장치를 이용한 방식 이외에도 좀 더 유별난 방식을 고안하기도 했다.

## 핵융합 무기
핵융합을 이용하는 핵무기는 핵분열만을 이용하는 핵무기에 비해 엄청나게 큰 핵출력을 얻을 수 있다. 이는 핵융합이 매 반응마다 핵분열에 비해 더욱 더 거대한 에너지를 발생시키기 때문이며, 핵융합 자체가 추가 중성자원으로서 사용될 수도 있기 때문이다. 에너지 방출이 높다는 것 이외에도 핵융합 연로로 사용되는 원소가 가볍다는 점 역시도 장점으로 작용해서, 매우 높은 핵출력을 지니면서도 여전히 운반이 용이한 핵무기 설계를 가능하게 해준다. 핵융합은 주로 수소의 동위원소인 두 가벼운 원소의 결합이며, 보다 안정된 무거운 원소를 형성하면서 잉여 에너지를 방출한다. 핵융합 반응은 높은 열에너지를 필요로 하며, 이러한 이유로 핵융합 폭탄은 열핵폭탄으로도 불린다. 핵융합 반응에 필요한 극히 높은 온도와 밀도는 핵분열 폭발을 통해 쉽게 만들 수 있다. 순수 핵융합 폭탄은 초기에 핵분열을 필요로 하지 않는 가설상의 설계이며, 이러한 종류는 이제까지 제작된 적이 없다.

### 핵융합 부스팅
핵융합을 사용하는 가장 쉬운 방법은 중수소와 삼중수소의 혼합물을 내폭형 플루토늄 피트 내부에 넣어두는 것이다. 이 경우에는 중성자 방아쇠가 피트 중심에 있는 것이 아니라, 피트 외부에 있어야 한다. 핵 연쇄 반응이 핵융합 연료를 충분한 압력으로 누른다면, 중수소-삼중수소 핵융합 반응이 일어나며, 많은 수의 고에너지 중성자가 주변의 핵분열 물질로 방출되게 된다. 이러한 중성자는 핵분열 물질을 보다 빨리 분열시키며, 피트가 분해되기 이전에 보다 많은 양이 소모되도록 해준다. 이렇게 핵융합을 통해 핵분열을 촉진시키는 것을 핵융합 부스팅이라고 하며, 핵융합 부스팅을 이용하면 순수 핵분열 폭탄의 효율성은 두 배로 증가되는데(즉 효과적인 설계라면 약 20%에서 40%로), 반면 장치의 크기나 무게는 얼마 증가시킬 필요가 없다는 점에서 매우 효율적이다. 핵융합을 통해 방출되는 에너지 양은 핵분열로부터 얻는 에너지의 1% 정도밖에 되지 않으며, 핵융합은 대개 추가 중성자를 공급함으로써 핵분열 효율성을 늘리는 효과만 한다.
부스팅은 일반적으로 핵 무장 단계에서 기체 형태의 중수소-삼중수소 혼합물을 바깥 저장고로부터 피트로 주입하는 것으로 이루어진다. 삼중수소는 12.3년의 짧은 반감기를 가지고 있고, 매우 비싸며, 우라늄 및 플루토늄과 매우 화학 반응성이 높다. 폭탄 외부의 삼중수소 저장고에 보관하는 것은 폭탄을 분해할 필요 없이, 삼중수소로부터 생겨난 헬륨-4 찌꺼기를 쉽게 제거할 수 있도록 해준다. 이론적으로, 고체 수소화물이나 액체형태의 중수소-삼중수소를 사용할 수도 있으나, 기체를 사용하는 것이 세계적이다.
핵융합 부스팅은 두 가지의 이점을 제공한다. 첫 번째는 명백한데, 무기를 훨씬 작고, 가볍게 하고, 또한 같은 핵출력에 대해 핵분열성 물질을 적게 사용하도록 하며, 그러므로 제작하고 운반하는 데 드는 비용이 훨씬 싸게 만들 수 있다는 것이다. 두 번째 이점은 핵융합 부스팅은 핵무기를 방사선 간섭에 영향을 받지 않도록 해준다는 것이다. 1950년대 중반, 플루토늄 피트가 주변 핵폭발로부터 발생한 강력한 방사선에 노출될 경우 실제 폭발 이전에도 부분적으로 폭발할 수 있다는 것이 밝혀졌다. 물론 전자 장비도 피해를 입고 오동작할 수 있지만, 이는 별개의 문제이다. 방사선 간섭은 효과적인 조기 경보 레이다 시스템이 등장하기 전까지는 특히 커다란 문제였는데, 이는 적이 선제 공격을 하게 되면, 자국의 핵무기가 모두 쓸모없어질 가능성이 있기 때문이었다. 부스팅 기법은 핵무기에 필요한 플루토늄의 양을 방사선 간섭에 쉽게 영향받을 만한 양 이하로 줄여준다.
때로는 "기체 부스팅"이라고도 하는 핵융합 부스팅은 이른바 수소 폭탄에서 사용되는 핵융합을 사용하기는 하지만, 여전히 핵분열 폭탄으로 간주된다. 사실, 핵융합 부스팅은 열핵무기 내부의 핵분열 폭탄등을 포함하는 대부분의 현대 무기에서 매우 일반적이다.
구조에관한 자세한 정보는 증폭형 핵분열탄을 참고

### 다단계 열핵무기

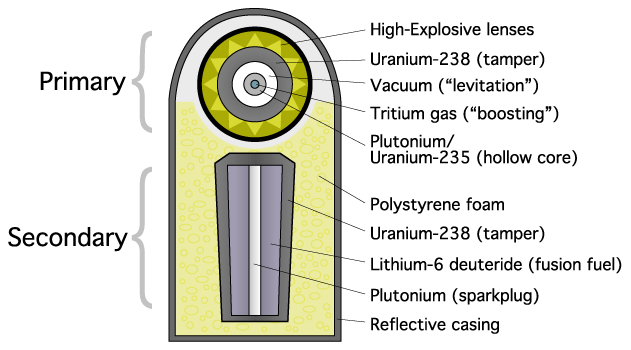
텔러-울람 열핵무기 설계 개요

일명 "수소 폭탄"인 다단계 열핵무기는 핵융합 연료에 점화하기 위해 핵분열 폭탄을 사용한다. 점점 더 큰 폭발을 얻기 위해 서로 다른 무기를 연쇄적으로 사용한다는 점에서 "다단계"라고 이름 붙여졌다.
현대 열핵폭탄 설계의 기본 원칙은 여러 나라의 과학자들이 독립적으로 개발하였다. 로스 앨러모스 국립 연구소의 에드워드 텔러와 스타니스와프 울람은 1951년 현재 미국에서 텔러-울람 설계로 알려진 다단계 폭발의 아이디어를 연구하였다. 소비에트 연방의 안드레이 사하로프 역시 독립적으로 연구를 수행하여 1955년 이른바 "3번째 생각"이라고 명명한 같은 답에 도달하였다.
다단계 열핵폭탄에 관한 완전한 내용은 이제까지 완전히 기밀해제 된 적이 없다. 또한 여러 기밀 해제된 서로 다른 내용으로부터도, 수소 폭탄이 정확히 어떻게 동작하는지에 관한 완전한 정답에 도달하지 못했다. 기본 원리는 미국 에너지부가 기밀 해제 한, 두 개의 정보로부터 밝혀졌다. 하나는 "열핵무기에서 1차 핵융합 폭탄이 2차 폭탄으로 불리는 열핵 연료의 열핵반응을 유도하기 위해 사용된다"는 사실이며, 다른 하나는 "열핵무기에서는 핵분열에서 나오는 방사능이 핵무기 내부에서 유지되면서 서로 구분지어 보관되는 열핵연료를 압축하고 점화하는 데 사용된다"라는 사실이다.
2차 핵융합 단계는 1차 핵분열 단계에서 발생하는 X선에 의해 압축됨으로써 시작되게 되는데, 이러한 과정은 이른바 방사능 폭발(radiation implosion)이라고 한다. 이 과정에 대해 완전한 정보 공개가 이루어진 적이 없기 때문에, 외부 전문가들은 추측, 공개된 정보, 전직 무기 개발 과학자의 인터뷰, 그리고 독립적인 이론적 계산을 통해서 여러 가지 이론을 세울 수밖에 없었다.
미국 정부가 수소 폭탄의 작동과정에 대한 문서를 검열하려고 했으나, 결국은 정부가 재판을 포기하였으며, 대신 수소 폭탄에 관한 많은 새로운 정보가 기밀해제 된 1979년의 미국 v. The Progressive 재판건에서 알려진 한 가지 방식은 다음과 같다.
1차 핵분열 폭탄은 탄두 끝부분에 위치한다. 폭발시, 핵분열 폭탄은 X선을 광속으로 뿜어낸다. 탄두 외피는 무거운 금속으로 만들어지며, 따라서 X선 반사재의 역할을 하므로, X선은 탄두 외피에 반사되게 된다. X선은 반사되면서 2차 폭탄을 감싸는 매질을 자극하는데, 2차 폭탄은 천연 우라늄이라는 탬퍼이자 pusher로 감싸여진 기둥이나 구 형태의 리튬 중수소화물 핵융합 연료이다. X선은 탄두 내부를 채우고 있는 펜탄이 포함된 발포 폴리스티렌을 가열하여 플라스마 상태로 만들며, 또한 2차 폭탄을 감싸는 외피를 강력한 힘으로 안쪽을 향해 폭발시킨다. 2차 폭탄 내부에는, 농축 우라늄이나 플루토늄으로 이루어진 "점화전"이 존재하는데, 2차 폭탄 외피의 강력한 내파로 인해 스스로의 핵분열을 시작하게 된다. 이와 동시에 2차 폭탄 내부의 핵융합 연료가 압축되고, 또한 새로이 시작한 핵분열로 인한 높은 온도로 말미암아, 중수소는 헬륨으로 융합되기 시작하고, 막대한 중성자를 방출하게 된다. 중성자는 리튬을 삼중수소로 변화시키며, 이후 핵융합을 일으키고, 많은 양의 감마선 및 더욱 많은 중성자를 발생시킨다. 잉여 중성자는 탬퍼, pusher, 외피 및 X선 반사재로 사용되는 천연 우라늄마저 핵분열을 일으키게 하며, 더욱 높은 핵출력을 제공하게 된다. 이러한 마지막 핵분열 효과는 폭탄의 핵출력을 엄청나게 증가시킬 뿐만 아니라, 핵분열로 인한 낙진의 양 역시 극도로 증가시킨다. 납이나 텅스텐 같은 핵분열 불가능한 물질이 우라늄이나 토륨과 같은 핵분열성 물질 대신 탬퍼/pusher/외피 등에 사용될 수 있는데, 이 경우는 핵출력 및 낙진의 양이 줄어들게 된다.
일부 사람들은 위에 기술된 방사능 폭발이라는 "발포" 원리에 의문을 품고, 또한 2차 폭탄을 압축하는 실질적인 원리는 X선의 "방사능 압력"도, 혹은 플라스마 상태의 발포 폴리스티렌의 물리적인 압력도 아니라고 지적했다. 대신, X선 방사선이 탬퍼 및 pusher를 "태워 날려버리는" 효과에 의해 2차 폭탄이 폭발하는 것이라고 설명했다. 설명에 따르면, X선은 탬퍼와 pusher를 둘러싸고 가열하여, 이윽고 2차 폭탄의 외피층을 사방으로 증발/폭발시켜버리게 되며, 이러한 폭발이 내부로의 압력을 형성하게 된다는 것이다. 즉 다른 말로, X선에 의해 가열된 2차 폭탄 외부의 탬퍼/pusher층은 로켓인 양 바깥으로 폭발하게 되며, 반면 남아있는 층은 반작용으로 안쪽으로 폭발하게 된다는 것이다.

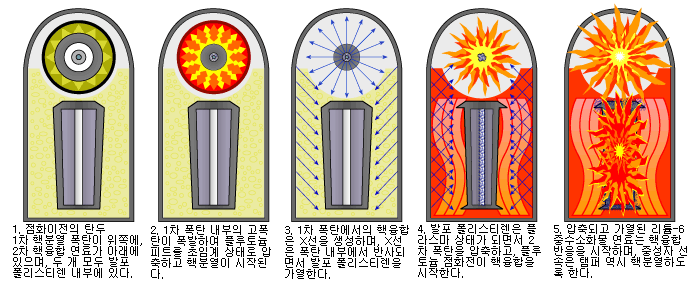
발포 폴리스티렌을 사용하는 텔러-울람 설계 열핵무기의 점화 순서

### 고급 열핵 무기 설계
현대의 가장 큰 핵분열-핵융합-핵분열 방식의 무기는 U-238이라는 가장 안정한 우라늄의 동위원소로 이루어진 최외곽층을 지니거나 혹은 U-238로 이루어진 X선 반사재를 지니고 있다. 다른 방식으로 해서는 폭발하지 않을 불활성의 U-238은, 핵융합 단계의 엄청난 밀도의 고속 중성자가 핵분열을 일으키게 되며, 폭탄의 핵출력을 수 배 증가시킨다. 예로, 미국의 역사상 가장 거대했던 Castle Bravo 실험에서는, 15 메가톤의 핵출력이 있었는데, 그 중의 10 메가톤이 천연 우라늄으로 이루어진 탬퍼가 핵분열 하면서 생긴 것이다. 하지만 보다 높은 핵출력을 위해서는 적절한 수준의 농축 우라늄이 대신 사용될 수도 있다.
현대의 MIRV 미사일 등에서 각각의 작은 재돌입 탄두에 어울릴 정도로 핵무기를 소형화 하기 위해서는, 이전에 사용되던 기둥 형태의 2차 폭탄 대신에, 구 형태의 2차 폭탄을 사용하는 것으로 추측되고 있다.
3개의 핵무기로 구성된 열핵폭탄 역시 개발되었는데, 여기에서 3번째의 폭탄은 더욱 거대한 핵융합 폭탄이며, 이는 2차 핵융합 폭탄의 에너지에 의해 압축되게 된다. 이러한 3단계 핵무기로 미국에는 Mk 41이, 소비에트 연방에는 차르 봄바가 각각 존재한다. 비록 기가톤에 필적하는 핵출력을 낼 수 있는 5 내지 6 단계의 핵무기가 실제로 필요한지는 모르겠지만, 이론상 핵폭탄의 단계에 관해서는 제한이 없다.
코발트 폭탄은 외피에 코발트를 사용하는데, 핵융합시의 중성자가 코발트를 코발트-60으로 변화시킨다. 코발트-60은 5년이라는 긴 세월 동안 감마선을 방출하며, 심각한 방사능 오염을 유발한다. 일반적으로 이러한 방식의 무기는 salted bomb이라고 불리며, 다른 종류의 동위 원소를 사용함으로써 여러 낙진 효과를 기대할 수 있다. 금은 며칠 단위의 단기간 낙진을 형성하며, 탄탈럼(tantalum)과 아연은 몇 개월 단위의 중간 정도의 낙진을 유발한다. 첨가물로 효율적이기 위해서는, 첨가물은 원래의 동위원소가 자연계에 풍부해야하며, 중성자 추가로 형성된 방사선 동위원소가 감마선을 강하게 생성하여야 한다.
이러한 무기의 근본 목적은 일부 지역에 극도로 강한 방사능 낙진을 형성해 진군을 막는 이른바 바람을 타고 퍼지는 지뢰밭의 영역을 수행하는 것이다. 코발트가 포함된 핵무기는 대기 중에서 실제로 실험된 적이 없으며, 또한 공개적으로는 아무도 제작한 적도 없다. 하지만, Castle Bravo 실험에서와 같이 수많은 매우 "더러운" 열핵무기가 개발되고 폭발되었는데, 이는 천연 우라늄이나 농축 우라늄 등을 이용하는 마지막 핵분열 단계가 그 스스로도 강력한 낙진을 생성하기 때문이다. 영국은 코발트를 실험시의 방사능 추적자(追跡子)로 사용한 폭탄을 실험한 적이 있다. 이 실험은 1957년 9월 14일 오스트레일리아의 Maralinga range, Tadje site에서 이루어졌으며, 1 킬로톤의 핵출력을 지닌 폭탄이었다. 하지만 이 실험은 실패로 판정났으며, 반복되지 않았다.
코발트는 포함 가능한 오염 물질 중에서 가장 긴 반감기를 지니며, 이러한 이유로 Leó Szilárd는 이러한 무기가 잠재적인 "종말의 도구" 라고 언급하였다. 5년이라는 반감기동안, 사람들은 지하 방공호에서 안전할 때까지 오랜 세월을 숨어있어야 하며, 효과적인 인류 말살 수단이라는 것이다. 하지만, 어떠한 국가도 이런 전략을 가지고 있지는 않은 것으로 알려져 있다. 영화 Dr. Strangelove는 이러한 인류 최후의 무기를 중요한 구상 요소로 채용하였다.
열핵무기의 마지막 변종은 강화 방사능 무기(enhanced radiation weapon) 혹은 중성자 폭탄이며, 이러한 중성자 폭탄은 작은 열핵무기로 핵융합 반응으로 만들어진 엄청난 양의 중성자가 핵무기 내부에서 흡수되는 것이 아니라 방출되는 형태의 폭탄이다. 무기 내부의 X선 거울 및 무기 외피가 크로뮴이나 니켈로 이루어져 있어서 중성자가 무기 밖으로 빠져나올 수 있다.
고에너지 중성자의 강력한 폭풍은 중성자 폭탄에 있어 중요한 파괴 방식이다. 중성자는 다른 형태의 방사능보다 훨씬 관통력이 강하며, 감마선을 효율적으로 막는 방호물질이라고 하더라도 중성자는 효율적으로 막아낼 수 없다. "강화 방사능"이라는 용어는 폭발 순간에 발생하는 강력한 전리 방사능을 지칭하는 발이며, 이후에 발생하는 낙진이 보다 강해졌다는 의미는 아니다. 그러한 의미에서 낙진을 보다 강하게 하는 salted bomb과는 차이를 보인다.

### 소형화
최초의 핵무기는 거대하고 이상하게 생긴 장치였는데, 수 톤이 나갔으며, 대형 폭격기로부터 중력 폭탄의 형태로만 투하될 수 있었다. 제2차 세계 대전이 끝나고 몇 년 동안, 로켓이 개발되었으며, 핵무기가 미사일의 탄두로 사용될 정도로 작게 만드는 데 노력을 기울이게 되었다. 그리하여 핵보유국들은 핵무기 설계에 있어 한계를 측정하기 위해 수많은 핵실험들을 행하였다. 상대적으로 작은 크기의 열핵무기를 필요로 하는 MIRV같은 무기는 방대한 양의 실험 결과가 있어야만 만들 수 있다고 각국은 믿고 있었다. 미국이 배치한 가장 작은 핵탄두는 데이비 크로켓 무반동총에서 사용되는 W54이다. 이 무기의 탄두는 대략 23 킬로그램이며, 0.01-0.25 킬로톤의 핵출력을 지닌다. 이는 열핵무기 치고는 매우 작지만, 여전히 거대한 폭발 및 치명적인 방사능, 그리고 상당한 양의 낙진을 유발한다. W54는 이론상 가능한 최소 크기에 가깝다고 믿어진다.

### 비축 핵무기 관리 계획
냉전이 끝나고, 대부분의 핵 보유국은 핵실험을 하던 것을 정치적인 이유로 이제는 중단하게 되었다. 핵실험이 중단됨으로 해서, 이제는 낡아가는 핵무기가 얼마나 안전하며 믿을 수 있는가 하는 것이 문제로 떠오르게 되었다. 미국은 비축 핵무기 관리 계획을 가동하고 있는데, 이는 오래된 탄두의 안전성을 완전한 핵실험 없이 검증할 수 있는 계획이며, 주로 컴퓨터 시뮬레이션을 통해 수행한다.

## 같이 보기
- 팻 맨
- 임계 질량
- 증폭형 핵분열탄
- 가젯 핵무기
- 리틀보이

## 참고 문헌
- Glasstone, Samuel and Dolan, Philip J., The Effects of Nuclear Weapons (third edition), U.S. Government Printing Office, 1977. PDF Version
- Cohen, Sam, The Truth About the Neutron Bomb: The Inventor of the Bomb Speaks Out, William Morrow & Co., 1983
- Grace, S. Charles, Nuclear Weapons: Principles, Effects and Survivability (Land Warfare: Brassey's New Battlefield Weapons Systems and Technology, vol 10)
- Smyth, Henry DeWolf, Atomic Energy for Military Purposes, Princeton University Press, 1945. (see: Smyth Report)
- The Effects of Nuclear War, Office of Technology Assessment (May 1979).
- Rhodes, Richard. Dark Sun: The Making of the Hydrogen Bomb. Simon and Schuster, New York, (1995 ISBN 0-684-82414-0)
- Rhodes, Richard. The Making of the Atomic Bomb. Simon and Schuster, New York, (1986 ISBN 0-684-81378-5)